# Jason Reitman
Jason Reitman (Montreal, 19 de outubro de 1977) é um realizador, guionista, produtor e actor canadiano, mais conhecido por realizar os filmes Thank You for Smoking e Juno. Foi nomeado por duas vezes pela Óscares da Academia. É filho do também diretor Ivan Reitman.

## Inicio da Vida
Reitman nasceu em Montreal, Quebec, ele é filho de Robert Geneviève, uma atriz, e também é filho do diretor de comédia de Ivan Reitman. Ele tem duas irmãs mais novas, Catherine e Caroline. Seu pai é judeu e nasceu na Checoslováquia, e sua mãe é uma cristã canadense. Quando ele era ainda uma criança, sua família se mudou para Los Angeles. Seu pai, Ivan, dirigiu vários sucesso como Ghostbusters, Twins, e Kindergarten Cop. Jason descreveu sua infância da seguinte forma:
| “ | Eu era um perdedor, um nerd, e pior de tudo tímido | ” |

No final de 1980, Reitman começou a aparecer em pequenas peças de teatro e servindo como assistente de produção nos filmes de seu pai. Ele passou um tempo nas salas de edição de filmes de seu pai, aprendendo o processo. Ao longo de seus 20 anos, em vez de aceitar ofertas para fazer filmes comerciais, Reitman começou a fazer seus próprios curtas-metragens.

## Carreira
Em 2005, o primeiro filme de Reitman Thank You for Smoking foi lançado. O filme foi um sucesso comercial e crítico. O filme arrecadou mais de 39 milhões dólares em todo o mundo, e foi indicado a dois Globos de Ouro. Depois do sucesso de Obrigado por Fumar, Reitman mencionou em uma entrevista que seu próximo filme seria a adaptação de outro livro (uma sátira de colarinho branco) em um filme. Este filme futuramente seria Up in the Air.

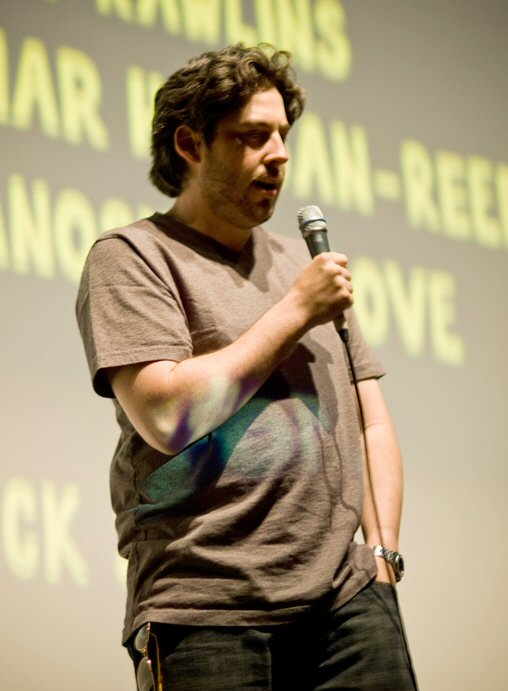
Jason Reitman

Seu segundo filme, Juno, gerou grande interesse depois que estreou em 2007 no Toronto Film Festival e foi lançado nos cinemas em dezembro de 2007. Ele recebeu inúmeras críticas positivas (Roger Ebert disse que esse era seu filme favorito de 2007) e recebeu indicações ao Oscar incluindo o Oscar de melhor filme, Elliot Page foi indicada ao Oscar de melhor atriz, Diablo Cody venceu o Oscar de melhor roteiro original, e Reitman foi indicado ao Oscar de melhor direção.
Na primavera de 2009, Reitman dirigiu Up in the Air, estrelado por George Clooney. Up in the Air é baseado em um romance escrito por Walter Kirn. O filme apresenta personagens do mundo real elenco de recém-rebaixado. Escondido dentro de um filme que parece ser sobre a terminação das empresas e da economia é um filme sobre a decisão de ficar sozinha ou não, observou Reitman em uma entrevista realizada pouco antes do lançamento nacional do filme. Sheldon Turner e Reitman ganharam o Globo de Ouro de melhor roteiro em 2010. Reitman recebeu ainda mais três nomeações ao Oscar nas categorias, Oscar de melhor filme, Oscar de melhor direção e Oscar de melhor roteiro adaptado e ainda George Clooney foi indicado ao Oscar de melhor ator. Em 2007 finalizou o drama Juno, juntamente com a roteirista Diablo Cody. Em 2016 irá lançar o seu novo filme, o drama I Would Only Rob Banks For My Family.

## Filmografia
| Ano  | Título                               | Cargo                  |
| ---- | ------------------------------------ | ---------------------- |
| 1998 | Operation                            | Realizador             |
| 1999 | H@                                   | Realizador             |
| 2000 | In God We Trust                      | Realizador             |
| 2001 | Gulp                                 | Realizador             |
| 2002 | Uncle Sam                            | Realizador             |
| 2004 | Consent                              | Realizador             |
| 2006 | Thank You for Smoking                | Realizador e guionista |
| 2007 | The Office                           | Realizador (serie tv)  |
| 2007 | Juno                                 | Realizador             |
| 2009 | Pierre Pierre                        | Realizador             |
| 2009 | Up in the Air                        | Realizador             |
| 2011 | Young Adult                          | Realizador             |
| 2014 | Men, Women & Children                | Realizador             |
| 2016 | I Would Only Rob Banks For My Family | Realizador             |
| 2021 | Ghostbusters: Afterlife              | Diretor                |